# Radosław Glonek
Radosław Glonek, né le 24 septembre 1983 à Toruń est un escrimeur polonais, pratiquant le fleuret.

## Palmarès

### Championnats du monde
- 2008 à Pékin, Chine
  -  Médaille de bronze en fleuret par équipes

### Championnats d'Europe
- 2008 à Kiev, Ukraine
  -  Médaille d'argent en fleuret par équipes
- 2006 à Izmir, Turquie
  -  Médaille d'argent en fleuret par équipes

### Championnats de Pologne
- en 2008 et 2009 :
  - 2  Champion de Pologne de fleuret